# Караозек (Буландинський район)
Караозе́к (каз. Қараөзек) — село у складі Буландинського району Акмолинської області Казахстану. Адміністративний центр Караузецького сільського округу.
Населення — 773 особи (2021; 1026 у 2009, 853 у 1999, 1182 у 1989).
Національний склад станом на 1989 рік:
- росіяни — 47 %.

До 2007 року село називалося Колоколовка.